# Scopula protecta
Scopula protecta är en fjärilsart som beskrevs av Claude Herbulot 1955. Scopula protecta ingår i släktet Scopula och familjen mätare. Inga underarter finns listade.